# Plecia fumidula
Plecia fumidula är en tvåvingeart som beskrevs av Edwards 1933. Plecia fumidula ingår i släktet Plecia och familjen hårmyggor. Inga underarter finns listade i Catalogue of Life.